# Orthocis dividuus
Orthocis dividuus es una especie de coleóptero de la familia Ciidae.

## Distribución geográfica
Habita en Dar es Salaam (Tanzania).